# Museo Internacional de Arte Contemporáneo Carmen Macein
El Museo Internacional de Arte Contemporáneo Carmen Macein fue una galería de arte privada situada en Tánger. Contenía esculturas, pinturas y litografías de artistas como Pablo Picasso, Max Ernst, Salvador Dalí y Georges Braque.

## Historia
Carmen Macein, conocida como "Carmina", era amiga del rey Juan Carlos I y una figura relevante en la ciudad marroquí. Era una comerciante de arte que exhibía las obras que vendía en su yate, el «Vagrant», que fue construido por Horace Vanderbilt en 1941, y posteriormente comprado por los Beatles en 1966. Contaba con otra galería de arte en Madrid conocida como «galería Skira» de 1968 a 1984.
Carmina llegó a Tánger en los años 80, cuando unas amigas la convencieron de salir de Madrid y viajar tras divorciarse debido a la infidelidad de su marido, y se enamoró de la ciudad. Adquirió un riad en la kasbah de Tánger, que le compró al que era médico de la socialité estadounidense Barbara Hutton, en el que en 1991 inauguraría la galería de arte.
Desde hace unos años la galería no se encuentra abierta al público y Carmina puso en venta el riad por 2 millones de euros, argumentando "Estoy cansada, soy ya muy mayor y quiero volver a mi casa, a Madrid", "Me han ofrecido llevar las obras a Miami. Es algo que tengo que solucionar antes de irme".